# حمية ستلمان
تمَّ إنشاء حمية (The Stillman Diet) لتخفيف الوزن سريعاً من قِبَل الدكتور ايروين ماكسويل ستيلمان (M.D)، في عام 1967.
يتضمَّن النظام الغذائي لحمًا بقريًا بدون دهن، و لحم العِجل، و الدجاج، و الديك الرومي، و السَّمك، والبيض، وجُبنًا غير دسِم. كما يُسمَح باستخدام التوابل، وصلصة التاباسكو، والأعشاب، والملح، والفلفل. لا يُسمح باستخدام البُهارات، و الزُّبد، والصلصة أو أي نوع من الدهن أو الزيت. يُمكن تناول الشاي، والقهوة، والمشروبات الغازية الخالية من السعرات الحرارية، ولكن ذلك فقط بالإضافة إلى 8 أكواب من الماء يومياً. ومن المستحسن أيضاً أن يتناول الذين يتبعون الحِمية 6 وجبات صغيرة يومياً بدلاً من 3 وجبات كبيرة.
هذه الحمية تمنع تناول الكربوهيدرات، وذلك على غرار حمية أتكينز، على الرغم من أن ستِلمان نشر كتابه للنظام الغذائي 5 سنوات قبل أتكينز.

## كارين كاربنتر
بدأت كارين كاربنتر (Karen Carpenter) باستخدام هذه الحمية في سن المراهقة، كانت كارين 5'4 و145 رطلاً عندما اتبعت حمية ستِلمان في عام 1967. وحدَّت من كمية السعرات الحرارية للغاية. وبحلول سبتمبر من عام 1975، انخفض وزن كارين إلى 91 رطلاً. في عام 1983، ماتت من المُضاعفات المتعلقة بالقهم العصبي.

## القراءة الإضافية
- ماريان بروس (16 يوليو 1986) "Diet Game, Where Chances of Winning are Slim". نيويورك تايمز